# 七道駅
七道駅（しちどうえき）は、大阪府堺市堺区鉄砲町にある、南海電気鉄道南海本線の駅。駅番号はNK10。

## 歴史
- 1917年（大正6年）4月21日：南海鉄道の住ノ江駅 - 堺駅間に新設[1]。
- 1944年（昭和19年）6月1日：会社合併により近畿日本鉄道の駅となる。
- 1947年（昭和22年）6月1日：路線譲渡により南海電気鉄道の駅となる。
- 1983年（昭和58年）7月3日：上り線のみ高架化。
- 1985年（昭和60年）5月7日：高架化完成。
- 2012年（平成24年）4月1日 ：駅ナンバリングが導入され、使用を開始[2][3]。

## 駅構造
島式1面2線のホームを持つ高架駅である。ホームは3階、改札口は1階にある。1番線側大和川寄りの道路を越えたあたりに、地上線時代の線路跡が若干残されている。

### のりば
| のりば | 路線   | 方向 | 行先                   |
| ------ | ------ | ---- | ---------------------- |
| 1      | 南海線 | 下り | 関西空港・和歌山市方面 |
| 2      | 南海線 | 上り | なんば方面             |

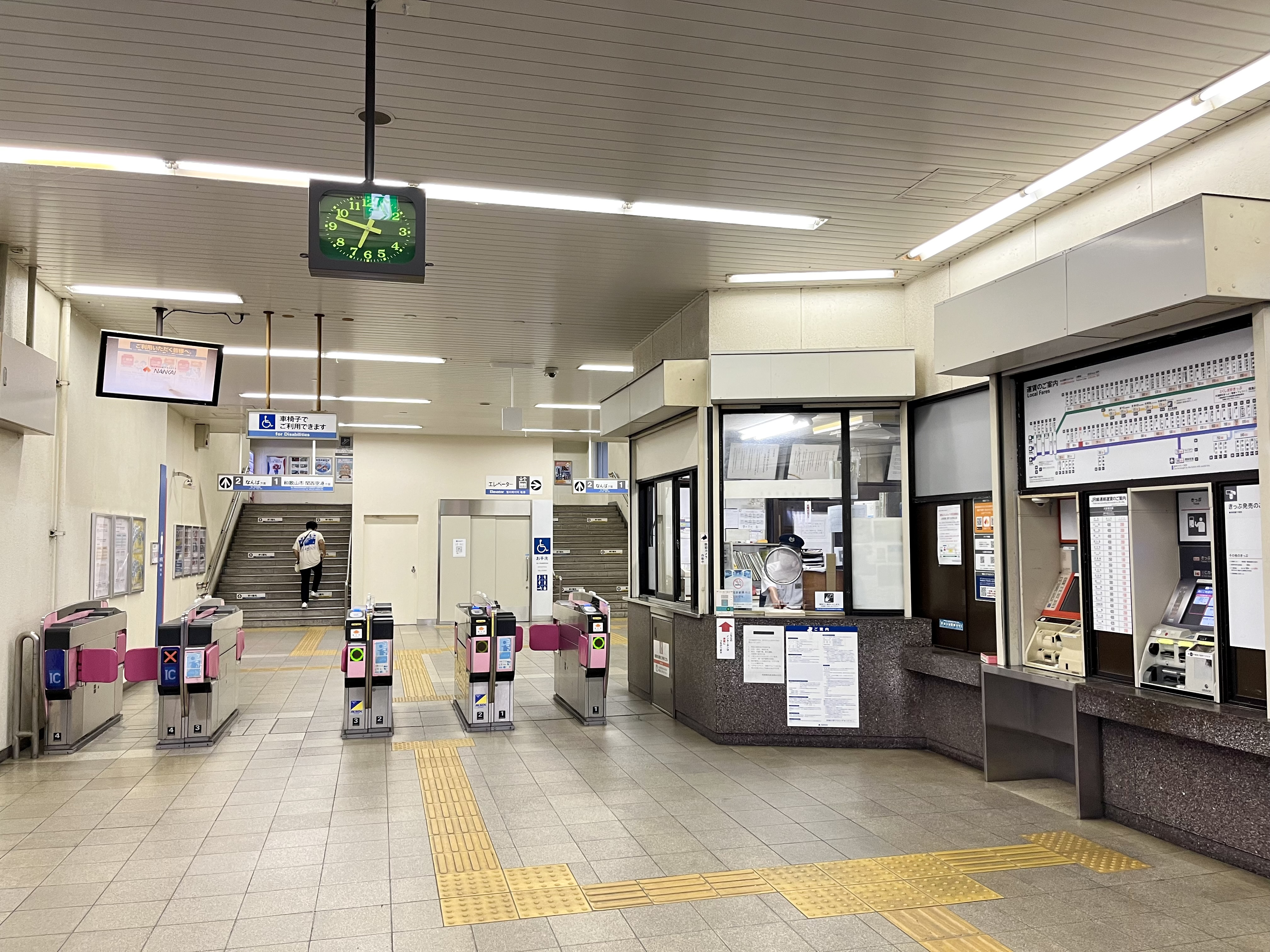
改札口
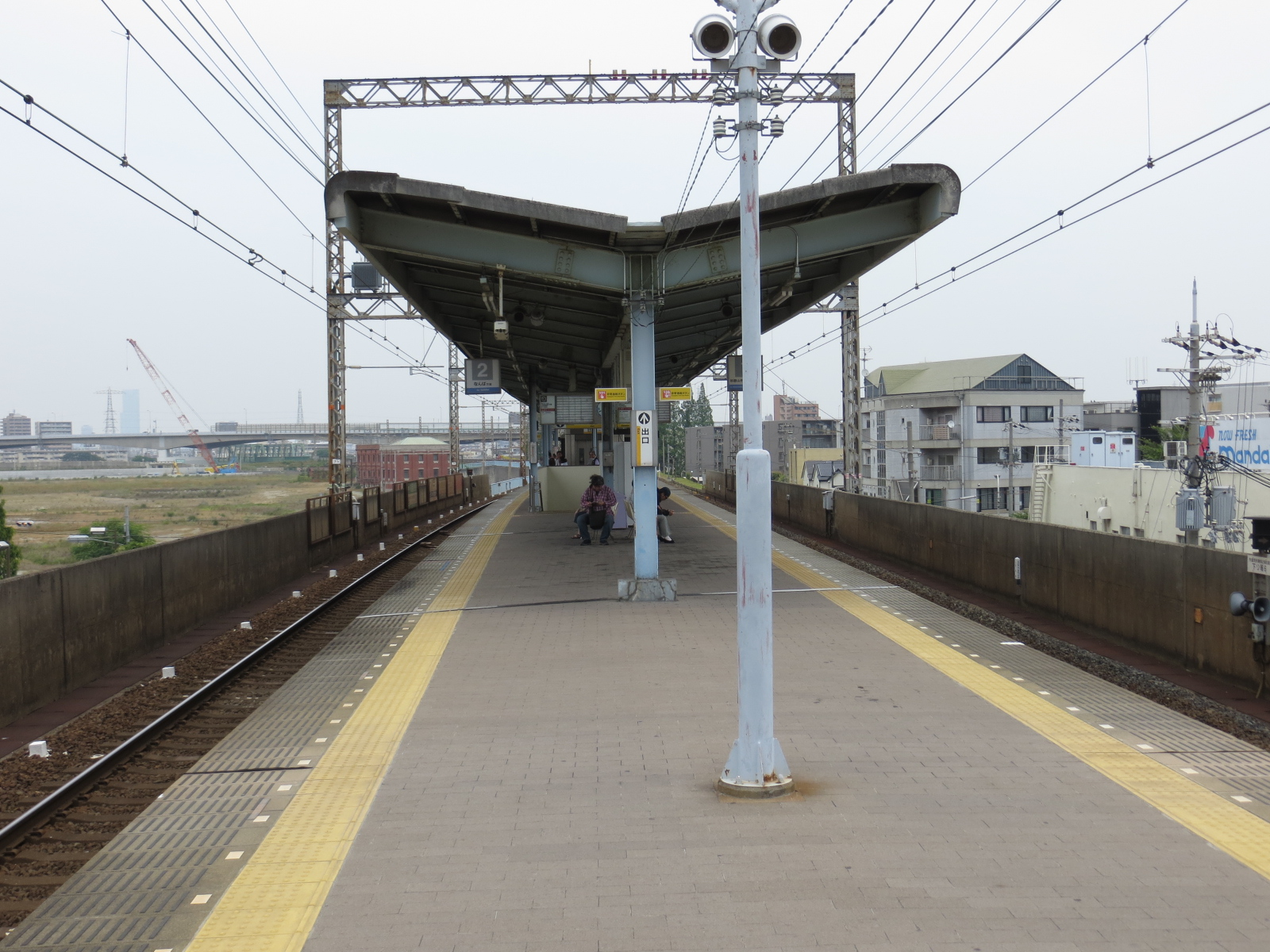
プラットホーム

## 利用状況
2019年（令和元年）次の1日平均乗降人員は11,402人（乗車人員：5,501人、降車人員：5,901人）で、南海の駅全100駅中26位である。後述の「イオンモール堺鉄砲町」開業を機に利用者が急増している。
近年の1日平均乗降・乗車人員の推移は下記の通り。
| 年次               | 1日平均 乗降人員 | 1日平均 乗車人員 | 順位 | 出典   |
| ------------------ | ---------------- | ---------------- | ---- | ------ |
| 1990年（平成02年） | 11,721           | 5,844            | -    | [ 6 ]  |
| 1991年（平成03年） | 11,886           | 5,944            | -    | [ 7 ]  |
| 1992年（平成04年） | 11,778           | 5,911            | -    | [ 8 ]  |
| 1993年（平成05年） | 11,750           | 5,883            | -    | [ 9 ]  |
| 1994年（平成06年） | 11,444           | 5,739            | -    | [ 10 ] |
| 1995年（平成07年） | 11,286           | 5,659            | -    | [ 11 ] |
| 1996年（平成08年） | 10,838           | 5,457            | -    | [ 12 ] |
| 1997年（平成09年） | 10,436           | 5,254            | -    | [ 13 ] |
| 1998年（平成10年） | 9,844            | 4,990            | -    | [ 14 ] |
| 1999年（平成11年） | 9,213            | 4,704            | -    | [ 15 ] |
| 2000年（平成12年） | 8,956            | 4,552            | -    | [ 16 ] |
| 2001年（平成13年） | 8,877            | 4,504            | -    | [ 17 ] |
| 2002年（平成14年） | 8,642            | 4,371            | -    | [ 18 ] |
| 2003年（平成15年） | 8,551            | 4,332            | -    | [ 19 ] |
| 2004年（平成16年） | 8,231            | 4,194            | 35位 | [ 20 ] |
| 2005年（平成17年） | 8,057            | 4,109            | -    | [ 21 ] |
| 2006年（平成18年） | 7,906            | 4,005            | -    | [ 22 ] |
| 2007年（平成19年） | 7,821            | 3,972            | -    | [ 23 ] |
| 2008年（平成20年） | 7,812            | 3,949            | -    | [ 24 ] |
| 2009年（平成21年） | 7,401            | 3,743            | -    | [ 25 ] |
| 2010年（平成22年） | 7,282            | 3,678            | -    | [ 26 ] |
| 2011年（平成23年） | 7,327            | 3,702            | 38位 | [ 27 ] |
| 2012年（平成24年） | 7,392            | 3,741            | -    | [ 28 ] |
| 2013年（平成25年） | 7,341            | 3,699            | 40位 | [ 29 ] |
| 2014年（平成26年） | 7,288            | 3,668            | 41位 | [ 30 ] |
| 2015年（平成27年） | 8,328            | 4,227            | 35位 | [ 31 ] |
| 2016年（平成28年） | 11,417           | 5,508            | 25位 | [ 32 ] |
| 2017年（平成29年） | 11,233           | 5,424            | 26位 | [ 33 ] |
| 2018年（平成30年） | 11,367           | 5,470            | 26位 | [ 34 ] |
| 2019年（令和元年） | 11,402           | 5,501            | 26位 | [ 35 ] |

## 駅周辺

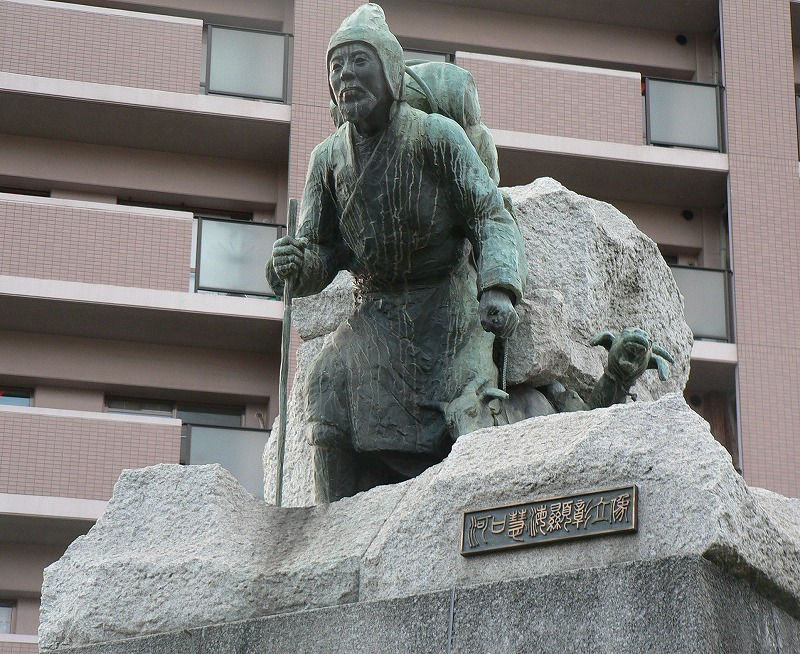
河口慧海の顕彰立像（1983年制作）

駅西側にロータリーがあり、河口慧海の銅像が立てられている。
駅東側は鉄砲遠打場のあった七道浜で、堺市街の北西端となる。当駅高架下を2本の道路が横断しているが、改札のある南側の道路を東へ行くとすぐ、内川に架かっていた江川橋跡になり、そこから東が堺市街となる。江戸時代には現在の北旅籠町西・桜之町西・綾之町西・錦之町西の中浜筋沿いに鉄砲鍛冶が多く居住しており、北旅籠町西には非公開だが鉄砲鍛冶屋敷が現存している。
高架下を横断する北側の道路は土居川と呼ばれる環濠の北部分を埋め立てた道路で、西から千日橋、北之橋（大道筋）、稲荷橋が架かっていた。千日橋は千日井と呼ばれる井戸に由来し、行基建立の高渚寺（たかすでら）の井戸と伝わる。高渚寺は現存しないが、諸説ある七道の地名由来のひとつに高渚寺の七堂伽藍説がある。堺市街の北東端に近い稲荷橋跡には、鬼門封じとして鉄砲鍛冶の芝辻理右衛門によって勧請された高須神社（たかすじんじゃ）という稲荷社が現在も鎮座する。
現在では大和川に隔てられているが、七道の一部は古来地続きだった住吉大社の社領だった。地名の由来には高渚寺の七堂伽藍説のほかに、摂津国住吉郡榎津（朴津）郷の七堂伽藍説や、住吉大社の宿院頓宮への渡御祭における七度の潮垢離説などがある。
1908年（明治41年）に堺市七道に堺セルロイドが創業。1919年（大正8年）にセルロイド8社合併により大日本セルロイド（現・ダイセル）となった。2008年（平成20年）に工場は閉鎖され、跡地には2016年（平成28年）3月19日にイオンモール堺鉄砲町がオープンした。

### 西側
- イオンモール堺鉄砲町
  - コジマ×ビックカメライオンモール堺鉄砲町店
- 鉄砲鍛冶射的場跡碑

### 東側
- 万代七道店
- 堺七道郵便局 - 千日井の石碑がある。
- 宗宅寺
- 宗見寺
- 河口慧海生家跡
- 鉄砲鍛冶屋敷
- 高須神社

### バス路線
七道駅前通停留所が駅西側国道26号沿いにある。以前は駅東側に七道駅筋停留所も存在したが、2021年10月1日に廃止された。
南海バス（全路線堺営業所が担当）
- 北行きのりば
  - 16系統：堺浜シーサイドステージ、八幡町経由 堺駅西口行き
  - 16C系統：堺浜シーサイドステージ経由 八幡町行き
- 南行きのりば
  - 16・61系統：大小路経由 堺東駅前行き

## 隣の駅
南海電気鉄道
南海本線
■特急サザン・■急行・■空港急行・■区間急行・■準急
通過
■普通
住ノ江駅 (NK09) - 七道駅 (NK10) - 堺駅 (NK11)
- ( ) 内は駅番号を示す。